# Tisinalite
La tisinalite è un minerale appartenente al gruppo della lovozerite.